# E-Prix di Miami 2025
L'E-Prix di Miami del 2025 è stata la quinta gara del campionato mondiale di Formula E 2024-25, che si è disputata il 12 aprile del 2025. La gara è stata ospitata al Homestead Speedway a Miami, conosciuto per ospitare la Nascar. La Formula E fa quindi ritorno nella città dopo un’assenza di 10 anni.
La gara è stata vinta da Wehrlein al suo ottavo successo in carriera dopo la penalità inflitta a Norman Nato per non aver usufruito di tutto l’attack mode disponibile. Lucas Di Grassi e Da Costa chiudono il podio.